# DDT (formație)
DDT ( DDT ) este o trupă rock sovietică și rusă fondată în vara anului 1980 la Ufa. Liderul grupului, autorul majorității cântecelor și singurul membru permanent este Iuri Șevciuk.
Numele trupei provine de la substanța chimică diclorodifeniltricloroetan (DDT), care era folosită sub formă de pulbere în lupta cu insectele dăunătoare.
DDT este bine cunoscută în spațiul sovietic, unde au avut mai multe șlagăre de-a lungul timpului, precum în anii 1980 („ Ploaia”, „Nu trage!”, „Leningrad”, „Patria mamă”), anii 1990 („Ce este toamna”, „În toamna trecută”, „Asta e tot”, „Alb”. râu”, „Vânt”, „ Dragoste ”, „Fluierat”, „Furtuna de zăpadă”), anii 2000 („ Toamna ”, „Căpitanul Kolesnikov”). Tema principală a grupului și a liderului său Șevciuk sunt versurile civic-patriotice, un apel la auto-îmbunătățire morală, renunțarea la violență și depășirea urii, precum și satira socială și protestul.
În prima jumătate a anilor optzeci, grupul era underground și cânta rock and roll, rhythm and blues. În 1985, Șevciuk s-a mutat împreună cu familia la Leningrad (astăzi St. Petersburg), unde a format o nouă formație, intitulată tot DDT, al cărei succes a fost cimentat de spectacole la festivaluri rock precum Festivalul Leningrad Rock Club.
În anii 90, grupul a devenit popular (mulțumită hitului „Toamna”, lansat pe discul „Primăvara actrița” în 1992) și a atins apogeul popularității prin lansarea a 4 programe de concerte la scară largă: de balade „Câinele negru din Petersburg”(1992), de rock clasic „Asta e tot...” (1994), retrospectiva „De la și către” (1995) și de rock alternativ „Numărul zero mondial” (1998)  . În 1996 și 1997, Teatrul DDT a organizat Festivalurile Rock din St. Petersburg.
Anii 2000 au fost mai puțin reușiți, dar albumul „Altfel” (2011) și un turneu de concerte au redat popularitatea trupei DDT.

## Alcătuirea formației

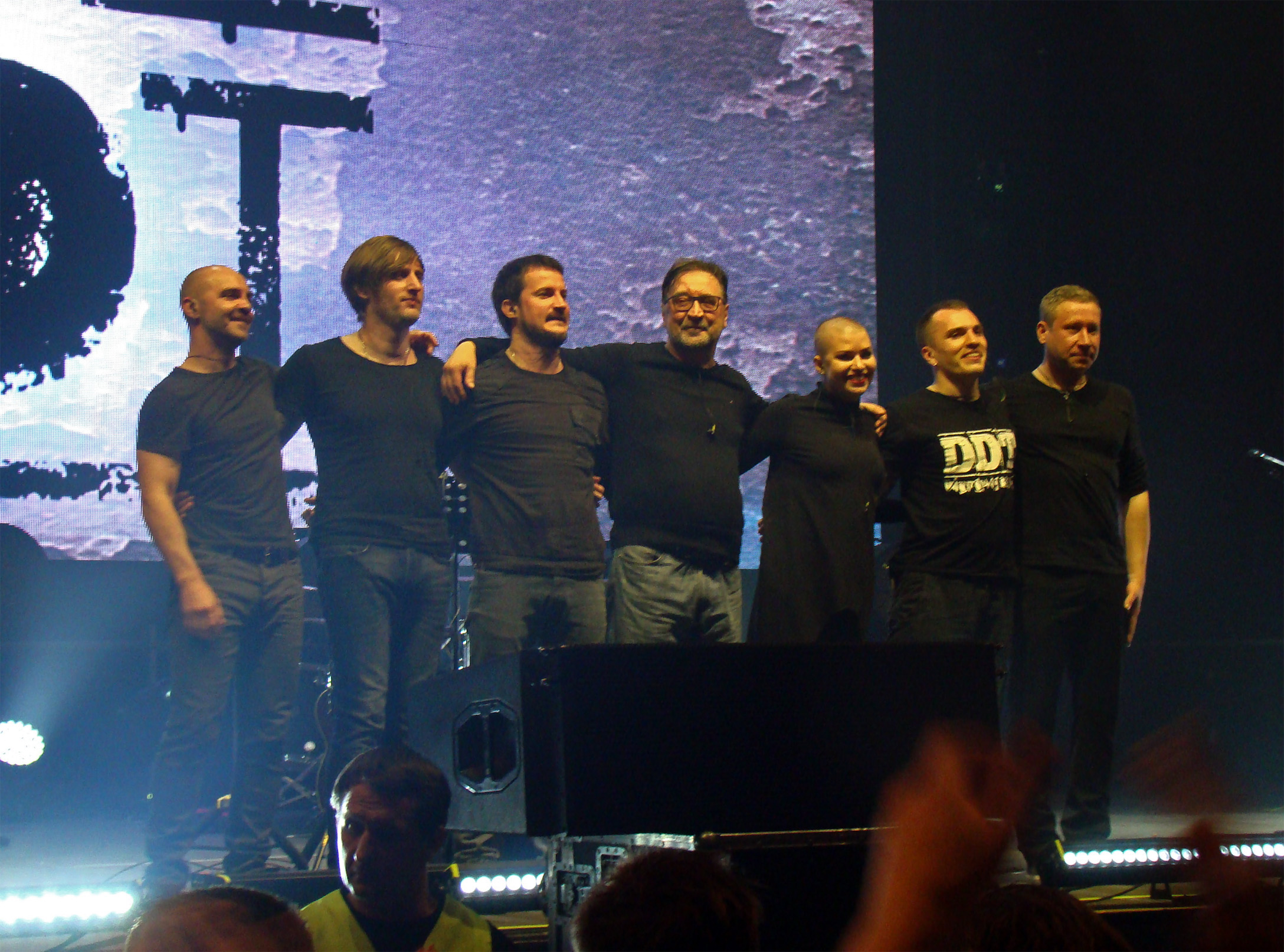
Nijni Novgorod, 2017

### Formația actuală
- Iuri Șevciuk - voce, chitară acustică, chitară cu 12 corzi, chitară, poezie, teme muzicale principale (1980 - astăzi)
- Konstantin Șumailov - clape, samplere, programare, voce secundară (1996 - prezent)
- Alexei Fedicev - chitară principală, mandolină, ukulele, voce secundară (2003 - prezent)
- Artiom Mamai - baterie, vibrafon, chitară bas, clape (2010 - astăzi)
- Anton Vișneakov - trombon, voce secundară, tamburină, shaker (2010 - prezent)
- Alena Romanova - voce secundară, voce, vocalizare, Kalyuka (2010 - astăzi)
- Roman Nevelev - chitară bas (2011 - prezent)
- Pavel Dodonov - chitară (2020 - astăzi)

### Varianta acustică
- Iuri Șevciuk - chitară acustică, chitară cu 12 corzi, versuri, voce, voce
- Alexei Fedicev - chitară principală, chitară acustică, mandolină
- Artiom Mamai - baterie, sample-uri, clape, percuție și chitară bas
- Igor Tihomirov - sunet

### Foști membri ai trupei
- Rinat Șamsutdinov - baterie (1979-1980)
- Rustem Asanbaev - chitară (1979-1983)
- Ghennadi Rodin - chitară bas (1979-1984)
- Vladimir Sigacev - tastaturi (1979-1987)
- Rustem Karimov - baterie (1981-1983)
- Niaz Abdiușev - chitară bas (1984-1986)
- Serghei Rudoi - baterie (1984-1986)
- Serghei Letov - saxofon (1985-1987)
- Serghei Rîjenko - chitară, vioară, clape, flotf (1985, 1994-1995)
- Andrei Vasiliev - chitară (1986-1998)
- Vadim Kurîlev - chitară, chitară bas, flotf, armonică, acordeon, orgă (1986-2002)
- Igor Doțenko - baterie (1986-2010)
- Nikita Zaițev - chitară, vioară (1987-2000)
- Andrei Muratov - clape, orgă (1987-1993)
- Igor Tihomirov - chitară bas, sitar (1995-1998) [6]
- Mihail Cernov - saxofon, flaut, clarinet bas, pipă, kurai (1988-2010)
- Pavel Borisov - chitară bas, contrabas (1998-2011)
- Ivan Vasiliev - trompetă (1999-2014)

## Discografie
Albume de studio:
- 1981 — „DDT-1 (Extraterestru)” (nelansat)
- 1982 — „Porcul pe curcubeu”
- 1983 — „Compromis”
- 1984 — „Periferie”
- 1985 — „Timp”
- 1988 — „Am primit acest rol”
- 1990 — „Dezgheț”
- 1991 — „Târâș”
- 1992 — „Actrița Primăvară”
- 1994 — „Asta-i tot...”
- 1996 — „Dragoste”
- 1997 — „Născut în URSS”
- 1999 — „Numărul mondial zero”
- 2000 — „Viscol în August”
- 2002 — „ Însumi I: Mamă, este ăsta rock and roll?”
- 2003 — „Însumi II: În viață"
- 2005 — „Dispărut fără urmă”
- 2007 — „Iubire frumoasă”
- 2011 — „Altfel”
- 2014 — „Transparent”
- 2018 — „Galya du-te”
- 2021 — „Creație în vid”
- 2022 — „Creație în vid 2”

## DDT în filme
Lista cronologică a filmelor în care DDT și Iuri Șevciuk au jucat un rol sau altul:
- 1986 - Am primit acest rol
- 1987 - Rock
- 1988 - Jucând cu necunoscutul
- 1990 - The Old Road (film-concert pentru a zecea aniversare a grupului, regizorul Serghei Morozov)
- 1990 City (film)
- 1990 - Ziua Spiritelor
- 1992 - Limita
- 1994 - Tranzit rusesc
- 2002 - Vovochka
- 2002 - Time for DDT - un documentar despre DDT
- 2002 - Epoca de gheață - serial TV
- 2005 - Ataman - serial TV
- 2007 - Antonina s-a întors
- 2008 - Părinte
- 2011 - A fost odată ca niciodată o femeie
- 2012 - Sky under the heart - film concert

## Legături
- Site-ul oficial
- DDT la Lib.ru (Biblioteca lui Maxim Moșkov)
- Articole despre DDT
- Pagina grupului DDT de pe site-ul web Raritet-CD
- Курий Сергей Иванович. „Рок-толкование песен группы ДДТ”. Рок-толкование. КУР.С.ИВ.ом. Accesat în 26 octombrie 2016.